# 오토모노 사테히코
오토모노 사테히코(大伴狭手彦, おおとも の さてひこ)는 일본 고분 시대 후기의 호족이다. 佐弖彦, 佐提比古郎子로도 표기된다. 가바네(姓)는 무라치(連). 오토모노 가네무라의 3남이다. 『신찬성씨록』에 따르면 미치노오미노 미코토(道臣命, 오토모 씨의 시조)의 10세 손이 된다.

## 개요
태어난 해나 사망한 해는 모두 기록에 없어 알 수 없고, 《일본서기》(日本書紀)에 등장한 그의 활약은 주로 한반도에서의 군사 행동과 관련된 것이다.
《일본서기》 센카 천황(宣化天皇) 2년(537년?) 10월에 신라가 임나를 침공했기에 한반도로 파견되어 임나를 지키며 백제를 구원했다고 적고 있다. 《일본서기》에는 또, 긴메이 천황(欽明天皇) 23년(562년?) 8월, 대장군으로서 수만의 병사를 거느리고 고려(고구려)를 쳐서, 무수히 많은 보물들을 가지고 돌아 왔다고 한다(《일본서기》에는 이 일이 긴메이 천황 11년(550년?)의 일이라고도 한다는 일본(一本)의 언급이 주석으로 실려 있다).
이들 기록과 거의 같은 내용이 《일본삼대실록》(日本三代実録) 조간(貞観) 3년(861년)의 기사에도 오타 쓰네오(大田常雄)의 가첩(家牒) 인용으로 보이고 있는데, 사테히코가 포로로 잡아온 고려인이 야마시로국(山城国)의 고마비토(狛人)들의 시조가 되었다고 한다.
《일본서기》의 해당 기록은 "백제의 꾀를 써서 고려를 깨뜨렸다", "백제국과 함께 고려왕 양향(陽香)을 비진류도(比津留都)에서 쫒아내었다" 등의 언급이나 긴메이 천황 12년(551년)의 "이 해 백제 성명왕(聖明王)이 몸소 군사 및 두 나라(신라와 임나)의 병사를 거느리고 고려를 정벌하여 한성(漢城)의 땅을 차지하였고 또 진군하여 평양(平壤)을 토벌하였는데, 무릇 옛 땅 6군을 회복하였다."는 기록, 《삼국사기》 진흥왕본기와 양원왕본기 및 거칠부열전 "(진흥왕) 12년 신미(551년)에 왕이 (중략) 여덟 장군에게 명하여 백제와 함께 고구려를 치게 하였다"는 기록과의 대조를 통해, 백제 성명왕 29년(551년) 성명왕이 신라와 가야, 그리고 왜국의 연합군을 거느리고 고구려를 쳐서 한강 유역을 되찾았던 서기 551년 백제의 한성 탈환전을 언급한 것으로 해석되고 있다. 즉 기록 속에서 오토모노 사테히코의 활약 역시 562년이 아닌 551년의 일으로 해석하는 것이 옳고, 사테히코는 백제가 주도한 한성 탈환전에 왜군측 장군으로서 왜의 병력을 거느리고 참전했던 것으로 여겨진다.
그 외 《히젠 국 풍토기》(肥前国風土記) 마쓰우라 군조, 《만요슈》권5에는 사테히코와 오토히히메코(弟日姫子, 마쓰우라 사요히메)의 비극적인 사랑 이야기가 실려 있다.

## 사스타히코 신사(刺田比古神社)
와카야마현 와카야마 시(和歌山市) 가타오카 정(片岡町) 2초메(丁目)9에 소재한 사타히코 신사는 오토모 씨의 시조인 미치노오미노 미코토와 오토모노 사테히코를 함께 모시고 있다.

## 후예 씨족
《신찬성씨록》에는 다음 씨족이 후예로 기재되어 있다.
- 신별(神別) 사쿄(左京) 오토모노 무라치(大伴連) - 미치노오미노 미코토 10세 손의 사테히코(佐弖彦)의 후손.
- 신별 사쿄 에노모토노 무라치(榎本連) - 미치노오미노 미코토의 10세 손 사테히코의 후손.

오토모 씨는 훗날 준나 천황의 휘를 피해 성을 도모 씨로 바꾸었는데, 헤이안 시대 초기 도모노 사네나리(伴眞成)의 딸이 스가와라노 고레요시와 혼인하여 스가와라노 미치자네를 낳았다. 사네나리는 오토모노 사테히코의 6세 손에 해당하는 인물이다.

## 참고 문헌
- 〈大伴連狭手彦〉. 《日本古代氏族人名辞典 普及版》. 요시카와 홍문관(吉川弘文館). 2010. ISBN 9784642014588.

## 같이 보기
- 오토모씨 (신별)
- 마쓰우라 사요히메